# Leptocerus neavei
Leptocerus neavei är en nattsländeart som först beskrevs av Martin E. Mosely 1932.  Leptocerus neavei ingår i släktet Leptocerus och familjen långhornssländor. Inga underarter finns listade i Catalogue of Life.